# 山崎芳仁
山崎 芳仁（やまざき よしひと、1979年6月12日 - ）は競輪選手。日本競輪選手会福島支部所属、ホームバンクはいわき平競輪場。日本競輪学校（当時。以下、競輪学校）第88期生。師匠は添田広福。血液型はAB型。福島県いわき市出身。長男の山崎歩夢（125期）、弟の山崎司（95期）も競輪選手。

## 来歴
学校法人石川高等学校を卒業後、5回目の受験で競輪学校に合格。本人曰く、度々受験に失敗した理由は学科試験にあるといい、「学科試験のなくなった今なら一発で合格していましたよ」と回想している。
初出走は2003年7月14日の西武園競輪場で、初勝利は同開催の翌日。デビューの1年後にS級に特別昇級し、2005年のヤンググランプリで優勝。翌2006年には伊東温泉競輪場で東王座戦に優勝すると、さらには高松宮記念杯競輪でGI初決勝戦進出ながら初優勝を果たし、一気にトップスターの仲間入りを果たした。
2007年には年明け最初のGI競輪祭を優勝しGI2勝目を奪取。その後8月には函館競輪場で行われたふるさとダービーを制し、12月にも全日本選抜競輪を優勝してGI年間2勝目を挙げた。2008年には寬仁親王牌を制覇している。
2009年は1月の競輪祭と8月の全日本選抜決勝で優勝し、2010年には9月に地元のいわき平競輪場で開催されたオールスター競輪を優勝するなど、これまで2006年以降年間1つ以上のGIタイトルを獲得しており、これで5つのGIを制覇したことになった。
グランドスラムまで残すタイトルは日本選手権競輪のみとなったが、現在に至るまで日本選手権のタイトルは獲れていない。日本選手権競輪では、第65回（2012年）決勝で最終3コーナーから捲りを放って直線では外から一気に伸びたものの、インを突いて伸びた同県の成田和也に先着され2着となりグランドスラムを達成できなかった。ただ、同年のオールスター決勝では渡邉一成・成田との福島88期トリオで連携し、逃げた渡邉の後位より直線前から追い込んで2年ぶりの優勝を果たしている。その後、2015年の全日本選抜競輪決勝で最終バック8番手からの鋭い捲り追い込みが決まり、同レース3回目の優勝を果たした。
それ以降はGIタイトルからは遠ざかっているものの安定して活躍しており、2024年においても最上位であるS級1班格付けを維持している。同年8月17日、第67回オールスター競輪（平塚競輪場）5日目第5レース（特選二）で勝利し、通算500勝を達成。S級創設（1983年4月）以降女子（4人）を含めて通算59人目の記録で、登録日から21年3か月16日、通算1597戦目での達成であった。同年12月1日、いわき平競輪場において通算500勝表彰式が執り行われた。

## 主な獲得タイトルと記録
- 2006年 - 高松宮記念杯競輪（大津びわこ競輪場）
- 2007年 - 競輪祭朝日新聞社杯争奪競輪王決定戦（小倉競輪場）、読売新聞社杯全日本選抜競輪（熊本競輪場）
- 2008年 - 寬仁親王牌・世界選手権記念トーナメント（前橋競輪場）
- 2009年 - 競輪祭朝日新聞社杯争奪競輪王決定戦（小倉競輪場・1月）、読売新聞社杯全日本選抜競輪（大垣競輪場）
- 2010年 - オールスター競輪（いわき平競輪場）
- 2012年 - オールスター競輪（前橋競輪場）
- 2015年 - 読売新聞社杯全日本選抜競輪（静岡競輪場）
- 通算500勝達成（表彰対象） - 2024年8月17日、第67回オールスター競輪（平塚競輪場）5日目第5レース（特選二）にて達成
- 日本選手権競輪連続20回出場 - 2006年の第59回から2024年の第78回まで（継続中）[4]（なお、中止となった2020年の第74回も出場契約を締結していたため出場したとみなされ、連続出場にカウントされている）。

## 競走スタイル
デビュー当初から同期の武田豊樹と共に競輪界の一時代を担う逸材として期待されており、長距離の先行をこなすほど豊富なスタミナと群を抜くトップスピードで、その実力は現在の競輪界を背負って立つほどになった。
通常選手が用いる自転車の前後ギア比は3.54から3.64が主流であったが、山崎は4.00（フロントギア52・リアギア13）などの重たい大ギアを使いこなし、2012年のオールスター競輪では4.33のギアで優勝したほどである。重いギアは加速力の悪さと引き換えに持久力とトップスピードを補うために用いられてきたものだが、山崎は重いギアでの捲りもこなす前例のない強さを発揮した。
大ギアは競輪道や競輪のセオリーから言えば、脚力の衰えたベテラン選手が使うものであるとされていたが、山崎が記念や特別競輪で優勝を重ねて威力を実証したことにより、他の若手選手も大ギアの使用を追随し、競輪におけるエポックメイキングとなった。
しかし2015年の開催より4.00以上の大ギアの使用が規制されたため、これが山崎にとって不利になると見られていたが、規制後初の特別である全日本選抜では新たな上限近くの3.92で優勝している。

## エピソード
- 2010年1月28日放送のモヤモヤさまぁ〜ず2（テレビ東京系列）で視聴者からの投稿写真にて、さまぁ〜ずの三村マサカズにそっくりという事を番組で紹介された。

- 2011年に起こった東日本大震災の影響で、練習場所の基盤を沖縄県島尻郡与那原町に求め、一時的に一家で過ごしたことがあった（沖縄県での生活は長男の歩夢が中学校を卒業するまで[6][7]）。

- 2025年、長男の歩夢がA級1・2班戦で3場所連続完全優勝を達成、4月25日付でS級2班に特別昇級[8]。これにより、竹内久人・竹内公亮親子、坂本勉・坂本貴史親子、小川圭二・小川丈太親子（小川圭二はのち次男の三士郎とも）、室井健一・室井蓮太朗親子に次ぐ、史上5組目となる親子同時S級在籍を果たした。また、同年のオールスター競輪において、歩夢がS級2班ながら推薦枠により出場選手として選出されたため、自身と合わせて坂本勉・坂本貴史親子以来となる、親子同時GI大会出場が決定した[9]。